# Ciclopentanoperidrofenantreno
O ciclopentanoperidrofenantreno é um lipídio que dá origem aos esteróides. Também é chamado de gonano.